# 李子番茄

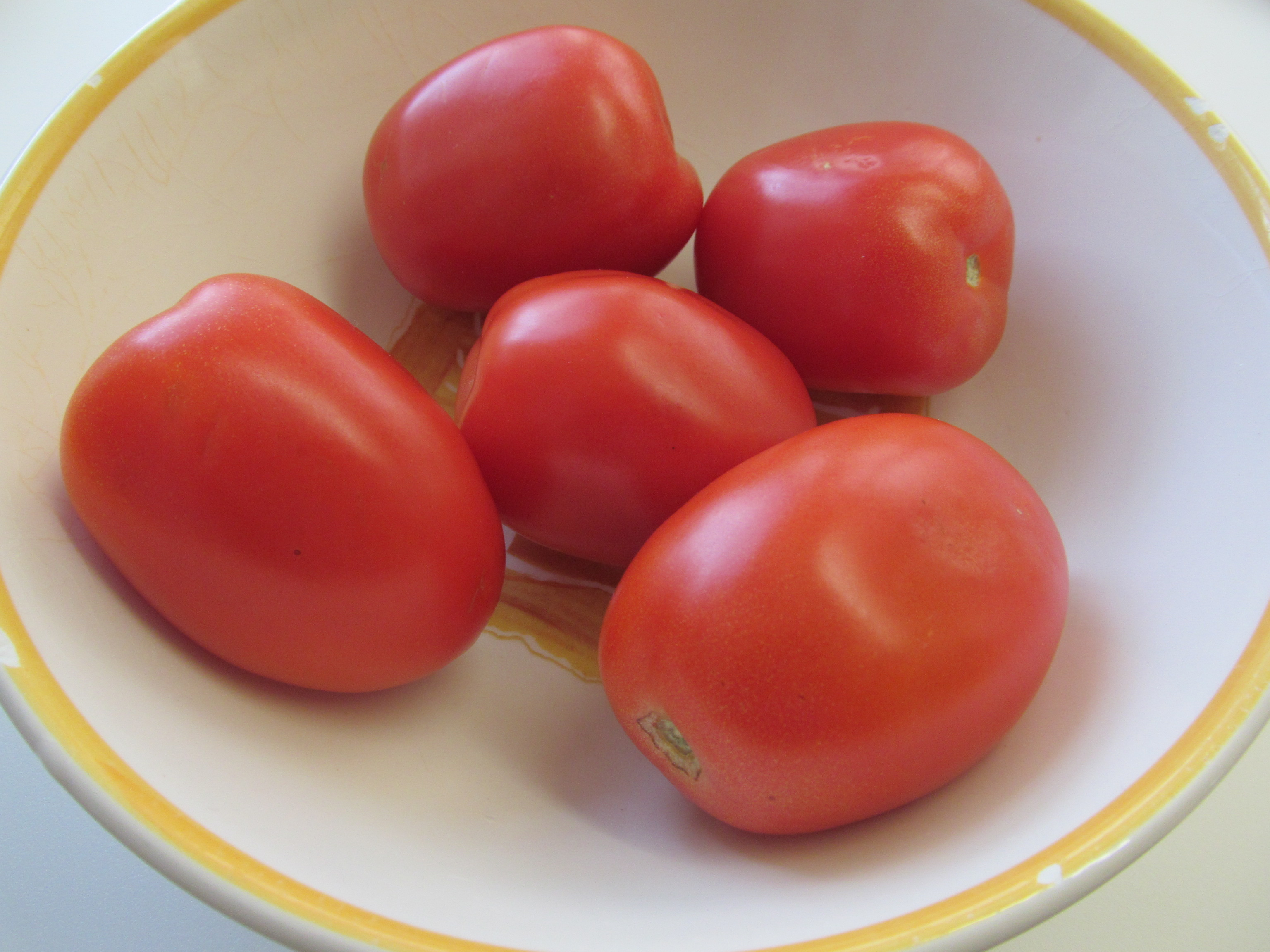
李子番茄

李子番茄（英語：Plum tomato）是一種用於製作醬料和包裝的番茄，李子番茄與一般較大的番茄來比汁液和果皮都較少。